# أوبورونبروم
أو بي كيه أوبورونبروم (بالروسية: ОПК Оборонпром)‏ كانت شركة طيران روسية قابضة . شاركت الشركة في إنتاج طائرات الهليكوبتر وإنتاج المحركات وأنظمة الدفاع الجوي وأنظمة الراديو الإلكترونية المعقدة وتأجيرها. المروحيات الروسية ، مجموعة تصنيع طائرات الهليكوبتر التابعة لشركة أوبورونبروم هي الشركة الروسية الرائدة في مجال تصميم وتصنيع معدات الطائرات ذات الأجنحة الدوارة .

## ملكية
هيكل رأس مال الشركة هو كما يلي: 
- 50.24% روستيخ .
- 38.44% الاتحاد الروسي .
- 4.73% آر إس كيه ميغ .
- 4.41% جمهورية تتارستان .
- 1.81% روسوبورون اكسبورت .
- 0.36% روستفيرتول .

## الهيكل التنظيمي
اعتبارًا من عام 2016، تمتلك شركة أوبورونبروم حصصًا أو تسيطر على الكيانات التالية: 
- Stankoprom
- Avtocomponents
- United Engine Corporation
- Russian Helicopters
- Stankoimport
- St. Petersburg OJSC Red October
- Ural Works of Civil Aviation
- Center for Management of Non-core Assets OPK Oboronprom
- Perm Motors - Real Estate
- Savelovsky Machine Building Plant
- Arsenyev Aviation Company Progress
- Moscow Helicopter Plant
- Ulan-Ude Aviation Plant
- Stupino Machine-Building Production Enterprise
- Kamov
- Kazan Helicopter Plant
- Moscow Machine Building Plant named after V.V. Chernyshev
- Ufa Engine-Building Production Association
- NPP Motor
- JSC Kuznetsov
- Helicopter Service Company
- NPO Saturn
- Klimov
- Kumertau Aviation Production Enterprise
- ODK-STAR
- Aviadvigatel
- Center of Technological Competence Blades of gas turbine engines
- UDK-Perm Motors
- Instrumental Plant-PM
- REMOS-Perm Motors
- Railwayman-Perm Motors
- Metalist - Perm Motors
- Energetik - Perm Motors
- Motorservice-PM
- ODK-Gas Turbines
- Aviation gearboxes and transmissions - Perm motors
- P.J.J. Ummels Beheer B.V.
- ODK Gas Turbines B.V.
- Metalist-Samara
- Volzhsky Diesel named after Maminykh
- MAG-RT
- LIC Servicing Company
- International Helicopter Programs
- Integrated Helicopter Services
- International RotorCraft Services FZC
- Rostov Helicopter Production Complex
- Rostvertol
- BP Technologies
- Procurement and Logistics Center
- Omsk Motor-Building Design Bureau
- Management Company Vereiskaya 29
- 12 Aircraft Repair Plant
- 356 aircraft repair plant
- 419 aircraft repair plant
- 150 aircraft repair plant
- 810 aircraft repair plant
- 218 Aviation Repair Plant
- Aramil Aircraft Repair Plant
- 570 aircraft repair plant
- 712 Aircraft Repair Plant
- Research and Production Center for Gas Turbine Construction Salyut
- Kazan Optical and Mechanical Plant

## منتجات

### طائرات هليكوبتر
تشمل منتجات شركة المروحيات الروسية ما يلي:
- كاموف كا-27
- كاموف كا-31
- كاموف كا-52
- كاموف كا-62
- كاموف كا-226
- كازان أنسات
- ميل مي-8
- ميل مي-17
- ميل مي-24
- ميل مي-26
- ميل مي-28
- ميل مي-34
- ميل مي-38
- ميل مي-54
- في آر تي500

طائرة هليكوبتر من الجيل الخامس قيد التطوير حاليًا. 

## أنظر أيضاً
- " روسيا تجمع وحدات طائرات الهليكوبتر العسكرية تحت السيطرة المركزية ." أخبار الدفاع . 5 مايو 2005.
- " للتنافس مع المنتجين الأجانب، يجب على مصنعي طائرات الهليكوبتر الروسية أن يتحدوا ." انترفاكس . 25 يناير 2006.
- أوبورونبروم تستهدف الشركة الأوكرانية مع استمرار توحيد طائرات الهليكوبتر صناعة الدفاع جين، 23 أغسطس 2006